# Validité et licéité
La validité et la licéité sont deux concepts du droit canonique catholique, souvent proches, voire confondus, mais qui peuvent parfois entrer en contradiction l'un avec l'autre.
En effet, la validité et la licéité sont deux notions différentes pour l'Église catholique. La validité définit une action qui produit les effets prévus ; à l'opposé, une action qui ne produit pas les effets prévus est dite « invalide ». La licéité définit une action qui a été effectuée légitimement ; à l'opposé, une action qui n'a pas été effectuée légitimement est dite « illicite ». Il peut arriver qu'une action soit jugée valida sed illicita (valide mais illicite) selon le droit canon.

## Aspects juridiques
Le droit canonique catholique établit des règles pour le caractère licite, également appelé légal, de l'acte, ainsi que des critères pour déterminer sa validité ou son invalidité. Le qualificatif de « valide mais illicite » (ou « mais illégale ») s'applique à une célébration sacramentelle non autorisée ou à un acte juridique défectueux qui a néanmoins un effet. La validité est présumée chaque fois qu'un acte est accompli par une personne qualifiée et comprend les éléments constitutifs de l'acte lui-même ainsi que les formalités et les exigences imposées par le droit canonique pour la validité de l'acte,. 
Cette doctrine propre à la théologie sacramentelle s'appuie sur le principe ex opere operato (« de par l’action opérée »), selon lequel l'efficacité spirituelle d'un sacrement ne dépend pas des mérites de la personne qui accomplit ou qui reçoit le sacrement : cette efficacité découle de l'action elle-même. Cette doctrine figure dans le Catéchisme de l’Église catholique.

## Ordinations et consécrations
Tous les évêques peuvent ordonner un diacre, un prêtre ou un évêque. En l'espèce, une ordination est valida sed illicita lorsqu'un évêque utilise sa capacité valide à procéder à une consécration épiscopale sans avoir reçu au préalable l'autorisation du pape. L'évêque agit alors d'une manière jugée illicite et il est automatiquement excommunié selon le droit canonique, même si son ordination peut être considérée comme valide,. La personne qui reçoit cette consécration est elle aussi automatiquement excommuniée. Le pape Pie XII a déclaré que la consécration d'un évêque contre les ordres exprès du pape peut être valide, mais qu'elle est « gravement illicite, c'est-à-dire criminelle et sacrilège ». L'excommunication ne peut être levée que par le Saint-Siège.
Tel fut le cas de la levée d'excommunication décidée en 2009 par Benoît XVI à propos des quatre évêques de la Fraternité sacerdotale Saint-Pie-X ordonnés par Marcel Lefebvre en 1988, ces quatre évêques ayant été « ordonnés validement mais non légitimement ».